# Hans Schönfeld (Theologe)
Hans Schönfeld (* 25. Januar 1900 in Fehrbellin; † 1. September 1954 in Frankfurt am Main) war ein deutscher Theologe und Volkswirt, der während des Zweiten Weltkriegs in Genf tätig war.

## Leben
Schönfeld studierte evangelische Theologie und Volkswirtschaft in Berlin, Greifswald, Tübingen, Rostock und Frankfurt am Main. 1926 wurde er Assistent der Enquete-Kommission der Reichswirtschaftskammer. 1929 wurde er vom Deutschen Evangelischen Kirchenbund nach Genf entsandt, um dort im Sozialethischen Institut zu arbeiten. Nach der Übernahme des Instituts als Forschungsabteilung des Ökumenischen Rates wirkte er von 1931 bis 1946 als deren erster Direktor. 1948 bis 1950 war er als Oberkonsistorialrat im Kirchlichen Aussenamt der EKD in Frankfurt am Main tätig. 1951 wurde er krankheitshalber pensioniert.
Während des Zweiten Weltkrieges entwickelte sich Schönfeld, der ein enger Freund Eugen Gerstenmaiers war, zu einem wichtigen Mittelsmann zwischen der Widerstandsbewegung, insbesondere des Kreisauer Kreises, zur internationalen Ökumene. In dieser Rolle traf er 1942 in Stockholm den britischen Bischof George Bell und übergab ihm ein Memorandum zum deutschen Widerstand, das dieser der britischen Regierung zugänglich machen sollte. Wegen seiner offiziellen Anstellung durch das Kirchliche Aussenamt unter Theodor Heckel blieben die ökumenischen Gesprächspartner ihm gegenüber jedoch weitaus skeptischer als etwa Dietrich Bonhoeffer.